# 大阪府歯科医師会
一般社団法人大阪府歯科医師会（おおさかふしかいしかい 英称 Osaka Dental Association）は、大阪府の歯科医師を会員とする法人。

## 本部所在地
- 〒543-0033 大阪府大阪市天王寺区堂ヶ芝1-3-27

## 郡市歯科医師会
- 北区北歯科医師会
- 北区大淀歯科医師会
- 都島区歯科医師会
- 福島区歯科医師会
- 此花区歯科医師会
- 中央区東歯科医師会
- 中央区南歯科医師会
- 西区歯科医師会
- 港区歯科医師会
- 大正区歯科医師会
- 天王寺区歯科医師会
- 浪速区歯科医師会
- 西淀川区歯科医師会
- 淀川区歯科医師会
- 東淀川区歯科医師会
- 東成区歯科医師会
- 生野区歯科医師会
- 旭区歯科医師会
- 城東区歯科医師会
- 鶴見区歯科医師会
- 阿倍野区歯科医師会
- 住之江区歯科医師会
- 住吉区歯科医師会
- 東住吉区歯科医師会
- 平野区歯科医師会
- 西成区歯科医師会
- 箕面市歯科医師会
- 池田市歯科医師会
- 豊中市歯科医師会
- 吹田市歯科医師会
- 茨木市歯科医師会
- 摂津市歯科医師会
- 高槻市歯科医師会
- 枚方市歯科医師会
- 交野市歯科医師会
- 寝屋川市歯科医師会
- 守口市歯科医師会
- 門真市歯科医師会
- 大東市歯科医師会
- 東大阪市東歯科医師会
- 東大阪市西歯科医師会
- 八尾市歯科医師会
- 柏原市歯科医師会
- 藤井寺市歯科医師会
- 松原市歯科医師会
- 羽曳野市歯科医師会
- 富田林市歯科医師会
- 南河内歯科医師会
- 河内長野市歯科医師会
- 堺市歯科医師会
- 泉北歯科医師会
- 泉大津市歯科医師会
- 和泉市歯科医師会
- 岸和田市歯科医師会
- 貝塚市歯科医師会
- 泉佐野泉南歯科医師会

## 附属歯科診療所
（この節の出典）
日曜、祝日、年末年始（12月29日から1月4日）及び夜間における歯科領域の激痛などに対する応急処置を行っている。
- 所在地 - 大阪市天王寺区堂ヶ芝1-3-27
- 交通アクセス - JR大阪環状線「桃谷駅」より北西へ徒歩5分

（下表の出典）
| 医療機関の指定           | 医療機関の指定                       |
| ------------------------ | ------------------------------------ |
| 保険医療機関             | 歯科外来診療環境体制加算届出医療機関 |
| 生活保護法指定歯科診療所 |                                      |

|                  | 診療日               | 診療時間    | 備考   |
| ---------------- | -------------------- | ----------- | ------ |
| 夜間緊急歯科診療 | 休診日なし           | 21:00-03:00 |        |
| 休日緊急歯科診療 | 日曜・祝日・年末年始 | 09:30-16:00 |        |
| 障がい者歯科診療 | 火・木・土曜         | 14:00-16:00 | 予約制 |

## 附属学校
- 大阪府歯科医師会附属歯科衛生士専門学校